# Багирзаде, Фаик Мамед оглы
Фаик Мамед оглы Багирзаде (азерб. Faiq Bağırzadə, 1926—1988) — азербайджанский советский учёный в области нефтяной геологии. Ректор Азербайджанского государственного университета (1970—1987). Заслуженный деятель науки АзССР (1980). Член-корреспондент Академии наук АзССР (1976), действительный член (1983).

## Биография
В 1949 году окончил Азербайджанский индустриальный институт (ныне — Азербайджанский институт нефти и химии им. М. Азизбекова).
С 1949 года работал в тресте Gobustanneftkizfil, в том же году поступил в аспирантуру кафедры геологии нефтегазового месторождения Азербайджанского индустриального института. В 1951—1953 гг. работал инженером-геологом в отделе нефтяных месторождений морского разведочного бурения Союза «Азнефть» и инженером-геологом и руководителем партии в Научно-исследовательском институте нефтегазовой геологической разведки Азербайджанского научно-исследовательского института. В 1952—1954 гг. — ассистент кафедры геологии нефтегазового месторождения Азербайджанского отраслевого института. Кандидат геолого-минералогических наук (1953). С 1954 по 1962 год — доцент. В 1962—1965 годах был деканом геологоразведочного факультета Азербайджанского института нефти и химии.
В 1964—1965 годах профессор Технологического института Ранги в Республике Бирма. В 1965—1970 гг. — декан факультета образования иностранных студентов Азербайджанского института нефти и химии (ныне ADNA), профессор кафедры геологии нефтегазовых месторождений и начальник отдела в 1966—1970 годах. В 1970 году назначен на должность ректора Азербайджанского государственного университета (ныне Бакинский государственный университет).
Доктор геолого-минералогических наук (1964). Член КПСС с 1957 года.
В 1976 году избран членом-корреспондентом АН Азербайджанской ССР.
В 1971—1976 годах избирался кандидатом в члены ЦК КП Азербайджана. Депутат ВС Азербайджанской ССР 8-10 созывов.

## Научные интересы
Вёл исследования по геохимии вод, нефтей и газов. Установил причины гидрохимической инверсии в разрезе продуктивной толщи, сделал важные теоретические выводы о распределении некоторых микроэлементов и сульфатов в подземных водах, вывел закономерности изменения свойств нефтей и газов в многопластовых морских месторождениях.
Занимался комплексными вопросами формирования залежей нефти и газа в Южно-Каспийской впадине.
Изучал закономерности и причины извержений грязевых вулканов.
Его младший брат – Кямран Мамед оглы Багиров.